# Ga Talat Bang Yai MRT

Bảng hiệu ga Talat Bang Yai

Ga Talat Bang Yai (tiếng Thái: สถานีตลาดบางใหญ่, RTGS: Sathani Talat Bang Yai, phát âm [sā.tʰǎː.nīː tā.làːt bāːŋ jàj]) là một ga trên Tuyến Tím thuộc Bangkok MRT, nằm tại Bang Yai, Nonthaburi. Nhà ga kết nối với CentralPlaza WestGate.